# Elmar Messner
Elmar Messner (* 28. August 1970 in Bruneck) ist ein italienischer Snowboarder.
Der Südtiroler Elmar Messner debütierte am 24. November 1994 in Zell am See/Kaprun im Snowboard-Weltcup in der Disziplin Parallelslalom.
Am 22. Jänner 1995 erreichte er sein erstes Podium in Weltcup, als er in Innichen 2. im Slalom wurde.
1996 nahm er an den Snowboard-Weltmeisterschaften in Lienz teil und wurde 13. im Parallelslalom.
Am 17. Dezember desselben Jahres erreichte Elmar Messner seinen ersten Weltcup-Sieg: er gewann im Snowboardcross in Sun Peaks in Kanada.
1997 bei den Snowboard-Weltmeisterschaften in Innichen gewann Elmar Messner die Silbermedaille im Parallelslalom hinter dem US-Amerikaner Mike Jacoby.
1997 gewann Elmar Messner auch die erste Austragung des Snowboardcross-Weltcups.
Im Snowboard-Weltcup erreichte Elmar Messner insgesamt 9 Podestplätze: 4 erste, 3 zweit und 2 dritte Plätze.

## Weltcup-Siege
| Datum             | Ort         | Land        | Disziplin. |
| ----------------- | ----------- | ----------- | ---------- |
| 17. Dezember 1996 | Sun Peaks   | Kanada      | SC         |
| 17. Jänner 1997   | Kreischberg | Österreich  | SC         |
| 26. Februar 1998  | Oberstdorf  | Deutschland | PSL        |
| 20. Jänner 1999   | Gstaad      | Schweiz     | RSL        |

Er nahm an den Olympischen Winterspielen 2018 in Nagano teil, wo er 13. im Riesenslalom wurde. Im Jahre 2000 beendete er seine Karriere.
Heute lebt er mit seiner Frau Daniela und seinen Kindern Mia und Jan Messner.